# Сідар-Мілс (Міннесота)
Сідар-Мілс (англ. Cedar Mills) — місто (англ. city) в США, в окрузі Мікер штату Міннесота. Населення — 62 особи (2020).

## Географія
Сідар-Мілс розташований за координатами 44°56′36″ пн. ш. 94°31′11″ зх. д. / 44.94333° пн. ш. 94.51972° зх. д. (44.943263, -94.519627).  За даними Бюро перепису населення США в 2010 році місто мало площу 0,88 км², уся площа — суходіл.

## Демографія
Згідно з переписом 2010 року, у місті мешкало 45 осіб у 23 домогосподарствах у складі 14 родин. Густота населення становила 51 особа/км².  Було 24 помешкання (27/км²).
Расовий склад населення:
| - 93,3 % — білих - 2,2 % — азіатів |

До двох чи більше рас належало 4,4 %. Частка іспаномовних становила 0,0 % від усіх жителів.
За віковим діапазоном населення розподілялося таким чином: 13,3 % — особи молодші 18 років, 66,7 % — особи у віці 18—64 років, 20,0 % — особи у віці 65 років та старші. Медіана віку мешканця становила 49,3 року. На 100 осіб жіночої статі у місті припадало 55,2 чоловіків;  на 100 жінок у віці від 18 років та старших — 62,5 чоловіків також старших 18 років.
Середній дохід на одне домашнє господарство  становив 58 692 долари США (медіана — 58 750), а середній дохід на одну сім'ю — 82 620 доларів (медіана — 85 000). За межею бідності перебувало 6,4 % осіб, у тому числі 0,0 % дітей у віці до 18 років та 8,3 % осіб у віці 65 років та старших.
Цивільне працевлаштоване населення становило 30 осіб. Основні галузі зайнятості: освіта, охорона здоров'я та соціальна допомога — 23,3 %, науковці, спеціалісти, менеджери — 20,0 %, сільське господарство, лісництво, риболовля — 16,7 %.